# Kunie Kitamoto
Kunie Kitamoto (北本 久仁衛, Kitamoto Kunie) est un footballeur japonais né le 18 septembre 1981. Il évolue au poste de défenseur central.